# جيسي والاس (مغنية)
جيسي والاس (بالإنجليزية: Jessie Wallace)‏ هي مغنية بريطانية، ولدت في 25 سبتمبر 1971 في منطقة أنفيلد في المملكة المتحدة.

## وصلات خارجية
- جيسي والاس على موقع IMDb (الإنجليزية)
- جيسي والاس على موقع قاعدة بيانات الفيلم (الإنجليزية)